# San Pedro de Hanigad
San Pedro (Barangay San Pedro) es un barrio de la ciudad de Surigao  situado en la isla de Hanigad, adyacente a la costa noroeste de isla Mindanao. Forma parte de  la provincia de Surigao del Norte  en la Región Administrativa de Caraga, también denominada Región XIII. Para las elecciones está encuadrado en el Segundo Distrito Electoral.

## Geografía
San Pedro  se encuentra 11.5 kilómetros al norte de la ciudad  de  Surigao ocupando el extremo sur de  isla Hanigad entre las islas de Sibale (barrios de Lisondra y de Zaragoza) y las de Aguasán y Nanoc (barrios de Cantiasay, Nonoc y Talisay); al sur de la bahía de Aguasán, islas Calibán y Dinagat; al este del estrecho de Surigao; y al norte del canal de Hinatuán.
Su término, que cuenta con una extensión superficial de  5,0236 km²,  linda al norte con el del barrio de Aurora.

### Población
El año 2000 contaba este barrio con 802 habitantes que ocupaban 127 hogares. En 2007 son 816 personas, 874 en 2010.

## Historia
A finales del siglo XIX  formaba parte del  Tercer Distrito o provincia de Surigao: Con sede en la ciudad de Surigao comprendía  el NE. y Este de la isla de Mindanao y, además, las de Bucas, Dinágat, Ginatúan, Gipdó, Siargao, Sibunga y varios islotes entre los que se encontraba Hanigad.